# Flughafen Jaisalmer

i8
i11
i13
Der ca. 250 m hoch gelegene Flughafen Jaisalmer (englisch Jaisalmer Airport, IATA-Code: JSA, ICAO-Code VIJR) ist ein militärisch und zivil genutzter Flughafen ca. 15 km (Fahrtstrecke) südwestlich der Stadt Jaisalmer in der Wüste Thar im nordwestindischen Bundesstaat Rajasthan. Die Grenze zu Pakistan ist nur etwa 60 km (Luftlinie) entfernt.

## Geschichte
Der militärische Flugbetrieb begann bereits in den 1950er Jahren, der zivile deutlich später. Im Jahr 2013 wurde aus touristischen Gründen ein neues Terminal in Betrieb genommen; in den Jahren 2015 und 2016 fanden aus sicherheitspolitischen Gründen keine Flüge statt.

## Verbindungen
Die nationalen Verbindungen bedienen die hauptsächlich die nordindischen Städte Delhi, Jaipur und Ahmedabad; südlichste Destinationen sind Mumbai und Bangalore.

## Sonstiges
- Betreiber des Flughafens ist die Airports Authority of India.
- Es gibt eine Start- und Landebahn mit ca. 2743 m Länge.